# Противоракетный манёвр

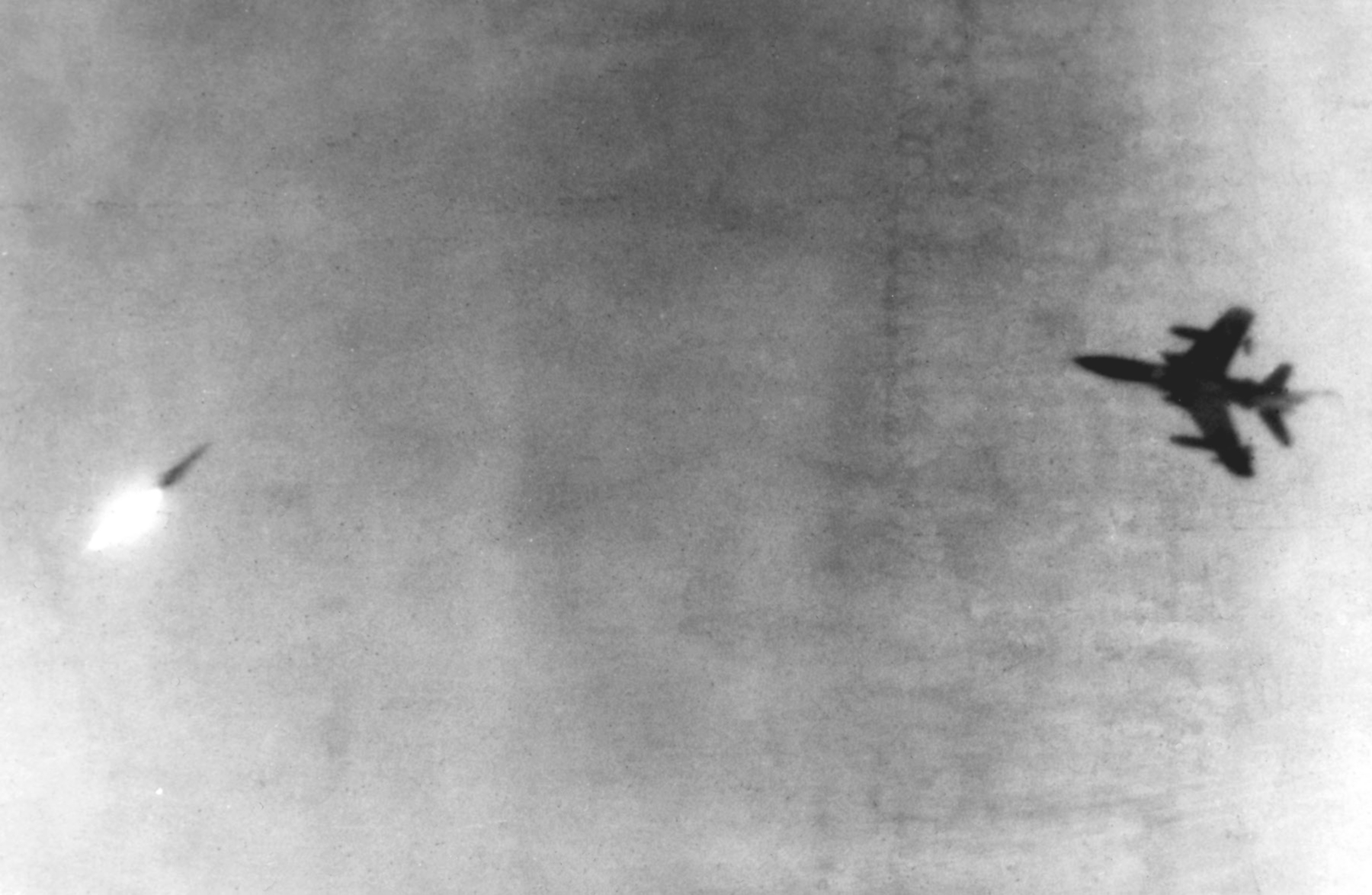
С момента появления ракетного оружия, развитие форм и способов защиты от него, помимо прочего, шло по пути усовершенствования мер пассивной защиты, таких как противоракетный манёвр. На снимке: Истребитель-бомбардировщик F-105D ВВС США пытается уйти от ЗУР В-750 в небе над Северным Вьетнамом

Противоракетный манёвр (сокр. ПРМ) — разновидность мероприятий пассивной противоракетной защиты, заключающаяся в уходе единицы военной техники с траектории полёта управляемой ракеты или неуправляемого реактивного снаряда (реактивной гранаты) противника. Различают противоракетный манёвр авиации, выполняемый соответственно крылатыми и винтокрылыми летательными аппаратами (другим, близким по своей сути манёвром в воздухе является противозенитный манёвр), а также противоракетный манёвр бронетехники и другой сухопутной самоходной техники. Увеличение маневренности современных кораблей, судов и некоторых других плавсредств, позволяет им также осуществлять противоракетный манёвр на воде (другой его разновидностью на воде является противоторпедный манёвр). Противоракетный манёвр может выполняться как сам по себе, без применения других мер противоракетной защиты, так и в комбинированном виде с применением разного рода помех в сочетании с мерами активной защиты (встречный пуск противоракет или обстрел приближающейся ракеты противника при помощи другого бортового вооружения, а также ответный обстрел оператора ракетного вооружения или средств наведения в том случае, если это может привести к потере ракетой управляемости, — данная мера была актуальной в эпоху управляемых ракетных вооружений первого и второго поколения с радиокомандным управлением). Теоретически, противоракетный манёвр может быть осуществлён любой единицей военной техники, категория мобильности и лётные, ходовые или мореходные качества которой (в зависимости от рабочей среды) позволяют ей уйти из под обстрела.

## Эффективность
Существует ряд методик расчёта вероятности успеха противоракетного манёвра того или иного образца вооружения и военной техники (ВВТ), применительно к различным средствам ракетного обстрела с одной стороны, с другой — к уровню индивидуальной подготовки и психофизиологического состояния оператора (пилота самолёта, водителя танка, рулевого на корабле) или коллективной подготовки операторов (экипажа корабля или судна), от которых зависит выполнение самого манёвра и возможностей техники, на которой этот манёвр выполняется. В наиболее упрощённом виде, для общего понимания специфики, формулу расчёта вероятности успеха ({\displaystyle P_{\text{ПРМ}}}) противоракетного манёвра можно представить следующим образом:

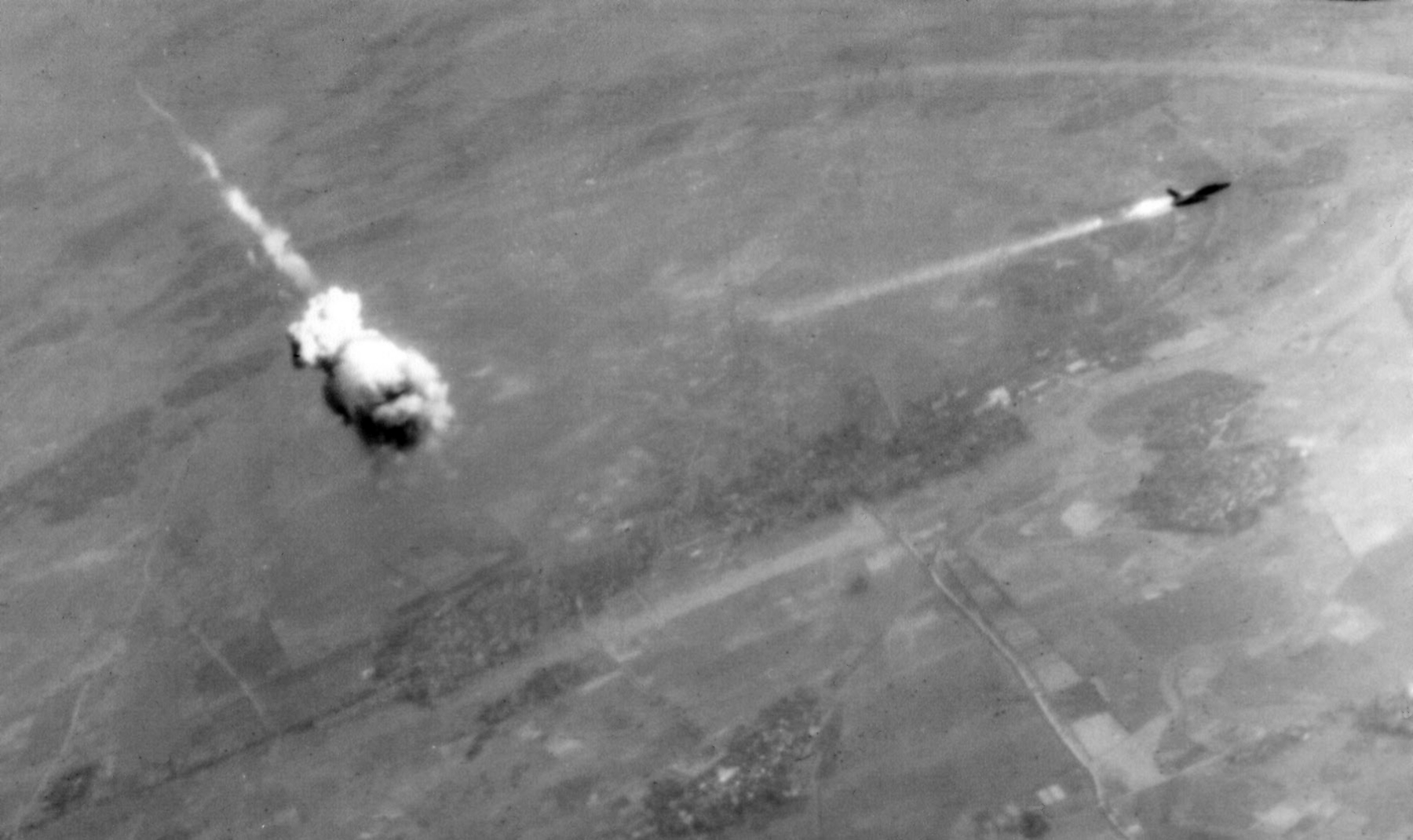
Большую роль при расчёте эффективности противоракетного манёвра играет расстояние цели от эпицентра взрыва. На снимке: Подрыв боевой части ЗУР В-750 по сигналу радиовзрывателя невдалеке от пролетающего истребителя-бомбардировщика F-105D (пилот погиб)

| {\displaystyle P_{\text{ПРМ}}={\frac {{\overline {\mathrm {R} }}_{\text{отк}}}{{\overline {\mathrm {R} }}_{\text{без}}}}\left[\left({\sqrt[{\mathrm {N} }]{\frac {\mathrm {Q} _{\text{ВВТ}}}{t_{\text{эф}}}}}\right)^{\Pi _{\text{нб}}}\left({\sqrt[{\mathrm {G} }]{\frac {\mathrm {K} _{\text{в}}}{\mathrm {K} _{\text{сл}}}}}\right)^{\Pi _{\text{б}}}\right]}, с учётом того, что |

| {\displaystyle \mathrm {G,K_{\text{в}},K_{\text{сл}},N,\Pi _{\text{б}},\Pi _{\text{нб}},Q_{\text{ВВТ}},} t_{\text{эф}}\neq 0;...\leq 1} |

где {\displaystyle \mathrm {Q} _{\text{ВВТ}}} — частная от маневренных качеств единицы ВВТ (скорости маневрирования, времени набора скорости и торможения, и других), взятых на единицу времени;
{\displaystyle t_{\text{эф}}} — единица времени, необходимая для эффективного осуществления противоракетного манёвра;
{\displaystyle \mathrm {K} _{\text{в}}} — коэффициент вероятности попадания при стрельбе по цели, движущейся строго в одном направлении с постоянной скоростью;
{\displaystyle \mathrm {K} _{\text{сл}}} — коэффициент сложности фоновой обстановки, значение которого возрастает от равномерного и контрастного фона до его полного отсутствия;
{\displaystyle \mathrm {N} } — уровень индивидуального мастерства оператора для образцов ВВТ, пилотируемых одним человеком (самолёт, танк) или коллективной подготовки, взаимодействия и быстродействия операторов для более сложно управляемых систем (корабль или судно);
{\displaystyle \mathrm {G} } — располагаемая перегрузка ракеты;
{\displaystyle \Pi _{\text{нб}}} — производная неблагоприятных факторов, таких как усталость человека-оператора и изношенность образца ВВТ и отдельных его деталей (коэффициент которой может варьироваться для различных деталей), вероятность отказа одного из звеньев в системе «оператор—машина» или отдельных элементов оборудования;
{\displaystyle \Pi _{\text{б}}} — производная благоприятных факторов, таких как вероятность отказа всех систем ракеты сразу, определённой подсистемы (система управления вектором тяги, система приводов рулевых поверхностей, система подачи топлива и др.), отдельного узла, агрегата или механизма (маршевый двигатель, боевая часть, датчик цели, предохранительно-исполнительный механизм). Применительно к неуправляемым реактивным боеприпасам с осколочно-фугасной боевой частью это будет вероятность рикошета при попадании, а также несрабатывания взрывателя или отдельных его деталей;
{\displaystyle {\overline {\mathrm {R} }}_{\text{отк}}} — среднее пространственное отклонение ракеты от цели (статистический показатель), движущейся со скоростью равной максимальной развиваемой единицей ВВТ в заданный отрезок времени;
{\displaystyle {\overline {\mathrm {R} }}_{\text{без}}} — среднее безопасное (для единицы ВВТ и её оператора) расстояние срабатывания боевой части ракеты или реактивного снаряда от цели, при котором поражающие факторы взрыва (фугасное действие, кумулятивный эффект, кинетическая энергия и пробивающая способность твёрдых поражающих элементов, давление во фронте и за фронтом взрывной волны, амплитуда колебаний среды при её прохождении и др.) и последствия их встречи с целью не будут иметь критический характер;
| И если {\displaystyle \mathrm {R} _{\text{отк}}>\mathrm {R} _{\text{без}}}, то выполнение противоракетного манёвра нецелесообразно. |

При этом, все из перечисленных переменных, за исключением пространственных величин, располагаемой перегрузки и уровня подготовки оператора (шкала оценок которой в своей наивысшей оценке должна совпадать с максимальным значением перегрузки), перемноженные в соответствии с указанным порядком расчёта и каждая по отдельности имеют значения от нуля до единицы, но не равны нулю. Показатель вероятности успеха противоракетного манёвра так же должен иметь значение от нуля до единицы (абсолютная вероятность успеха), но не должен быть равен нулю. Этот показатель равен нулю лишь в тех случаях, когда образец ВВТ утратил свою подвижность до начала обстрела (обрыв гусеницы или застревание в эскарпе танка, выход из строя двигательной установки корабля и тому подобные ситуации), либо исходно не обладал таковым качеством (стационарная техника без возможности передислокации).
Сложность расчёта заключается в том, что параметры и количественные характеристики наиболее передовых разработок вероятного или потенциального противника в области ракетных вооружений, как правило, не предаются огласке, поэтому в качестве ряда переменных и неизвестных указанной формулы и ей подобных формул расчёта приходится использовать условные показатели, которые могут существенно отличаться от действительных. В моделировании воздушных, наземных и надводных ситуаций, требующих от операторов ВВТ осуществления противоракетного манёвра, активно применяются элементы теории вероятностей, теории надёжности, теории игр, теории воздушного взрыва и других прикладных дисциплин. Несмотря на это, расчётом указанных параметров занимаются не только конструктора ВВТ, но и конструктора тактического ракетного вооружения, для которых значения вероятности успеха противоракетного манёвра для различной техники являются одним из ориентиров для усовершенствования проектируемого ими оружия. Причём, методика расчёта тем эффективнее, чем большее количество сопряжённых факторов учтено, чем большее количество ситуаций разобрано и смоделировано, и, разумеется, чем более точными являются вводные данные, использованные при подсчёте.
В любом случае, от операторов требуется не только наличие практических навыков действий при ракетном обстреле, наработанных в ходе длительных тренировок с применением светошумовых имитаторов, ракет и реактивных боеприпасов с инертной боевой частью, но и образцовое знание лётно-технических характеристик управляемых ракет и баллистических характеристик неуправляемых реактивных боеприпасов, которые могут быть применены против них в боевой обстановке, в особенности, знание предельных параметров пилотируемой единицы ВВТ и единиц ракетного вооружения, а также достоверно известных конструктивных недоработок последних, позволяющих эффективно уйти с траектории их полёта.

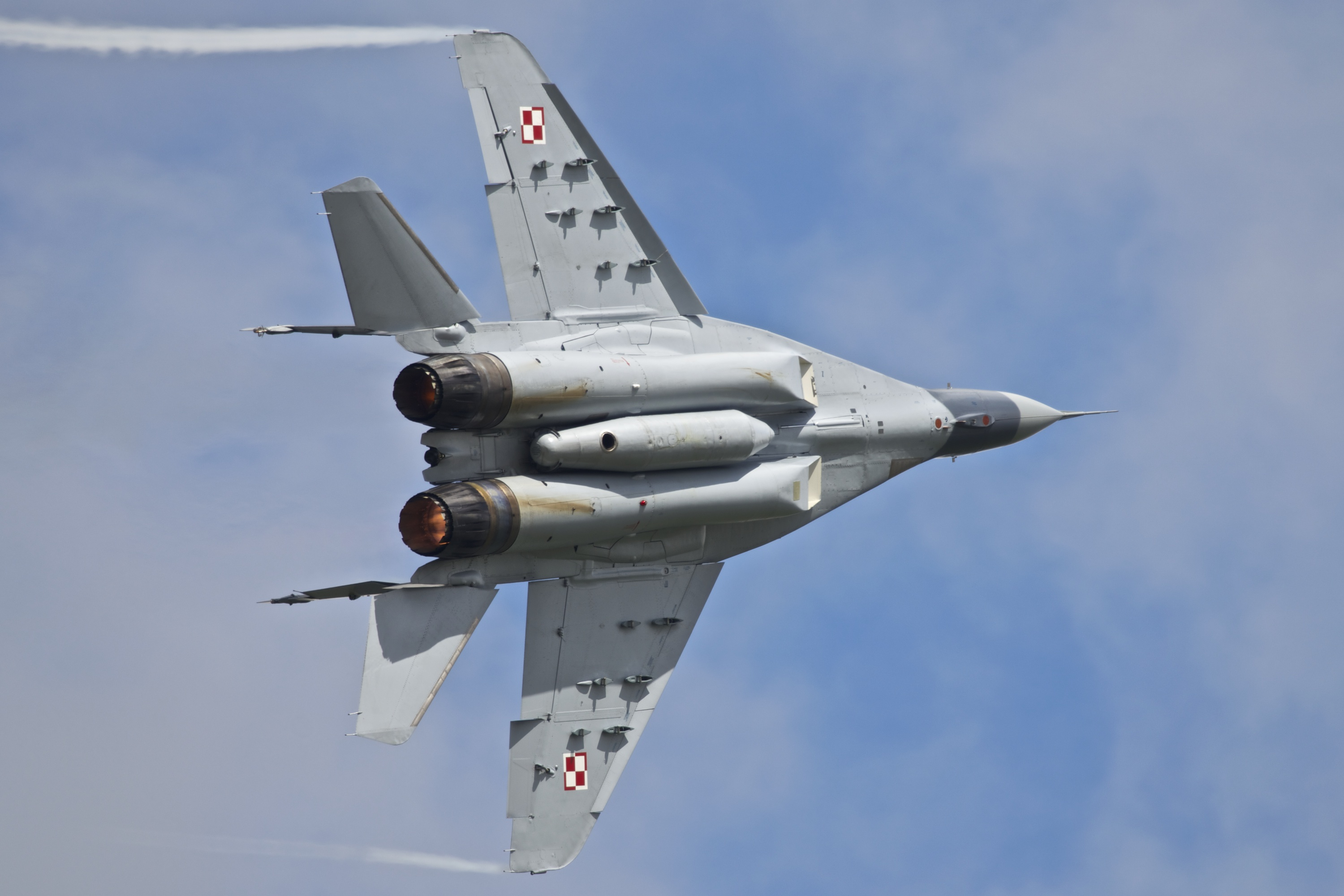
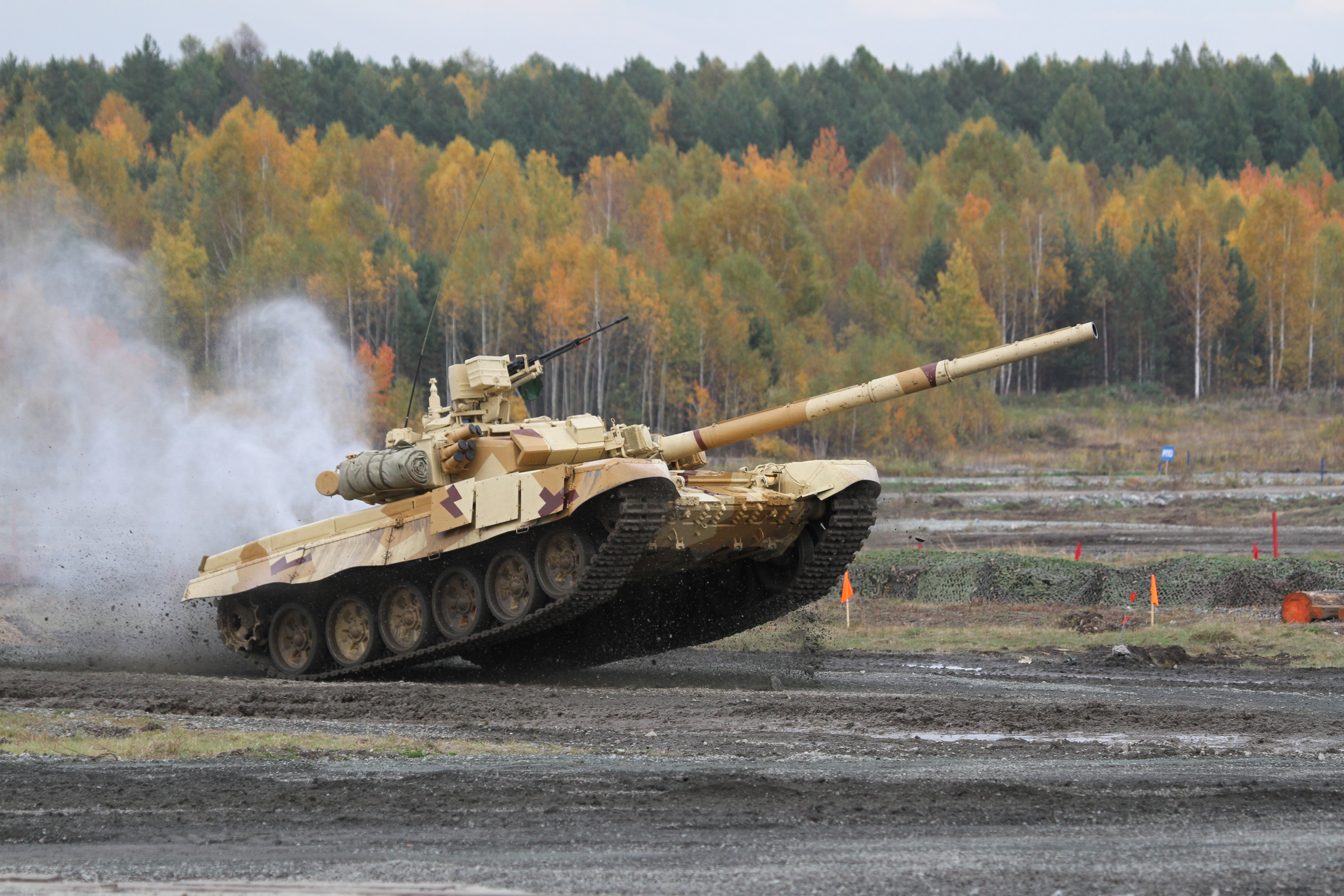
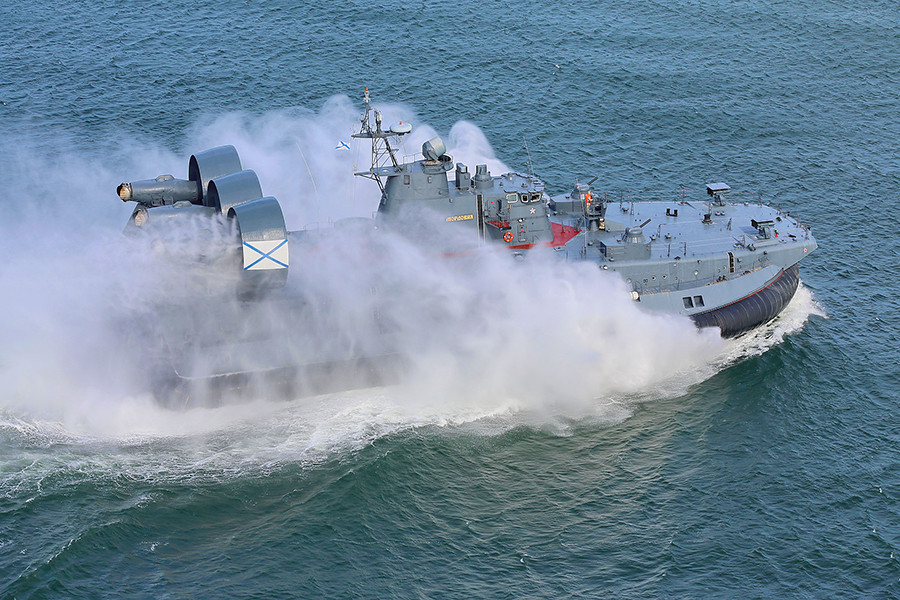

## Моделирование
Большим подспорьем в моделировании различных ситуаций боевой обстановки является электронно-вычислительная техника, оснащённая программным обеспечением, специально разработанным для расчёта количественных параметров указанных ситуаций, что позволяет автоматизировать и, таким образом, существенно ускорить процесс обработки вводных данных. В первую очередь, в расчёт берутся маневренные характеристики и качества единиц ВВТ и ракетного вооружения (аэродинамические, баллистические), биофизические и психофизиологические качества среднестатистического оператора. Кроме того, необходимо учитывать разнообразные факторы обстановки, такие как:
Естественные факторы обстановки
- Фоновая обстановка в целом;
- Естественная помеховая обстановка;
- Время суток (светлое, тёмное, сумерки);
- Условия видимости (ясная, нормальная, ограниченная, нулевая или близкая к нулевой, по приборам);
- Положение небесных светил (Солнца или Луны);
- Температура воздуха и рабочей среды (земной поверхности или поверхности воды);
- Облачность (от 0 до 10 баллов);
- Тип, ярусность (облака нижнего яруса, вертикального развития, среднего и верхнего яруса), обширность и структура облачного покрова по форме (перистые, слоистые, кучевые, перисто-кучевые, перисто-слоистые, высококучевые, многокучевые, ливневые, грозовые и др.);
- Толщина облачного слоя на участке выполнения противоракетного манёвра;
- Атмосферные осадки и туманность у поверхности земли или воды;
- Сила и направление ветра;
- Турбулентные завихрения воздуха и другие колебания воздушных масс и потоков;
- Бальность волнения водной поверхности;
- Пассивные помехи в результате отражения энергии электромагнитных или радиоволн от различных объектов;

Искусственные факторы обстановки
- Искусственная помеховая обстановка;
- Тепловые помехи в инфракрасном диапазоне;
- Радиоэлектронные помехи;
- Электромагнитные помехи;
- Оптикоэлектронные помехи;
- Задымление и запыление у земной поверхности или задымление у поверхности воды;

Условия местности
- Тип и рельефность местности;
- Наличие естественных и рукотворных укрытий;
- Проходимость местности для сухопутной техники (непересечённая, слабопересечённая, среднепересечённая, сложнопересечённая, непроходимая);
- Степень закрытости местности возвышениями рельефа и местными предметами (лесами, рощами, растительностью, строениями), затрудняющими просматривание местности, образующими маски от наблюдения и укрытия от средств поражения (открытая, полузакрытая, закрытая).

И другие факторы.

## Авиация
В теории боевого применения авиации различают четыре разновидности манёвров воздушной цели: противоракетный манёвр, противозенитный манёвр, противоистребительный манёвр и манёвр против системы управления. Противоракетные манёвры авиации различаются по типу применяемого средства поражения: а) манёвр одного летательного аппарата против управляемых ракет класса «воздух—воздух» (УРВВ), выпущенных другим летательным аппаратом, б) манёвр летательного аппарата против зенитных управляемых ракет (ЗУР), выпущенных с поверхности земли или воды и приближающихся к летательному аппарату по восходящей траектории, в) комбинированный обстрел с воздуха и с поверхности. Наибольшую степень уязвимости для наземных средств противовоздушной обороны, таким как зенитная артиллерия, самоходные и переносные зенитно-ракетные комплексы, стрелковое оружие, летательные аппараты имеют при взлёте и посадке, а также при наборе высоты после взлёта и в ходе снижения при заходе на посадку. Снижение рисков такого рода достигается комендантскими и другими режимно-административными мероприятиями с созданием зоны безопасности требуемых размеров с охраняемым периметром вокруг взлётно-посадочных полос, а также усовершенствование автоматизированных бортовых средств противодействия ракетной угрозе, но, при этом, немаловажным фактором продолжает оставаться индивидуальная выучка пилотов для адекватного и умелого реагирования на внезапно возникающие угрозы.

### При взлёте и наборе высоты
При наборе высоты, после взлёта в районах, опасных с точки зрения потенциальной угрозы ракетного обстрела, набор высоты осуществляется по спирали или в рамках воображаемого прямоугольника или другой геометрической фигуры, границы которой совпадают с зоной безопасности, обеспечиваемой подразделениями охраны на земле. Диаметр и количество витков спирали, а с ними и время набора высоты, зависят от размеров зоны безопасности, от лётно-технических качеств летательного аппарата и навыков пилота. В районах с высокой активностью партизанско-повстанческих и других вооружённых формирований, обычно осуществляется в сочетании с отстрелом тепловых ловушек при подходе летательного аппарата к границам охраняемого периметра или заходе за его пределы ниже безопасной высоты. Винтокрылые летательные аппараты имеют преимущество перед самолётами и некоторыми другими летательными аппаратами с неподвижным крылом или с изменяемой геометрией крыла при взлёте и наборе высоты, так как могут осуществлять набор высоты двигаясь строго вертикально, соответственно чему, требуемая для них зона безопасности значительно меньше по своей площади и по количеству сил и средств, привлекаемых для её обеспечения.

### В полёте
Противоракетный манёвр летательного аппарата в полёте осуществляется при обстреле ракетами класса «воздух—воздух» и «земля—воздух» ЗРК достаточной дальнобойности, а также в качестве превентивной меры в свете угрозы такового обстрела. Траектория полёта при выполнении манёвра зависит от класса угрожающего ракетного оружия и условий воздушной обстановки: при угрозе обстрела ракетами «воздух—воздух» зависит от ожидаемой или обнаруженной пилотом траектории полёта приближающейся ракеты, уровня общей видимости воздушной обстановки в целом и видимости приближающейся угрозы визуально и при помощи бортового оборудования, а также от фоновой обстановки (облачности, осадков и других метеорологических условий, а также положения Солнца относительно летательного аппарата и приближающейся ракеты), усложняющей или упрощающей осуществление противоракетного манёвра; при угрозе обстрела ракетами «земля—воздух» она может иметь извилистую или зигзагообразную форму в комбинации со снижением до малых и сверхмалых высот и прохождением их на предельно допустимой скорости, обеспечивающей пилоту полный контроль над летательным аппаратом и позволяющей избежать столкновения с элементами местности (горы, холмы, высокие деревья, линии электропередач), либо наоборот, стремительным набором высоты и уходом в сторону после выполнения той или иной фигуры пилотажа.

### При снижении и заходе на посадку
Аналогичны действиям при взлёте и наборе высоты, но выполняются в обратном порядке. Такая схема захода на посадку именуется «коробочкой».

## Бронетехника
Разновидности противоракетных манёвров могут входить в программы подготовки водителей колёсной и гусеничной бронетехники для повышения их персональной квалификации, а также в программы подготовки операторов противотанкового вооружения, чтобы те имели представление о возможных контрмерах со стороны экипажа обстреливаемого ими объекта бронетехники.

### На ровной местности
Противоракетный манёвр бронетехники на ровной местности зависит от индивидуального мастерства водителя и от ходовых качеств единицы бронетехники (время разгона, скорость движения, скорость поворота), подвергшейся ракетному обстрелу.

### На пересечённой местности
Противоракетный манёвр бронетехники на пересечённой местности предусматривает использование складок местности и любых образуемых характером местного ландшафта естественных и искусственных укрытий, холмов, деревьев, кустарников, высокой травы (в населённых пунктах, соответственно, зданий и сооружений, оград, зелёных насаждений, металлических конструкций, припаркованных крупногабаритных автотранспортных средств и т. п.), а также избегание, насколько это представляется возможным в конкретных условиях боевой обстановки, открытых участков местности, не обеспечивающих указанных укрытий.

## Плавсредства
Выполнение противоракетного манёвра на воде зависит от мореходных качеств конкретного плавсредства, слаженности действий команды или экипажа, а также лётно-технических характеристик приближающейся единицы управляемого или баллистических характеристик неуправляемого ракетного вооружения.

## Робототехника
Применительно к беспилотным образцам ВВТ и разного рода робототехнике военного и невоенного назначения (например, для предотвращения ракетного обстрела промышленных и хозяйственных беспилотных средств экстремистскими группами и других ситуаций аналогичного характера), алгоритмы выполнения противоракетных манёвров могут закладываться в программное обеспечение программно-аппаратных комплексов бортовых систем управления.

## Ракеты
Ввиду развития и усовершенствования тактических и стратегических противоракетных средств, возможность осуществления противоракетного манёвра может закладываться среди прочих алгоритмов в программное обеспечение некоторых проектируемых управляемых ракет класса «поверхность—поверхность» и «воздух—поверхность», в частности современных крылатых ракет. Наиболее простым и дешёвым для приборной реализации является вариант при котором противоракетный манёвр выполняется ракетой на автопилоте на том участке траектории полёта до обстреливаемой цели, где наиболее велика вероятность применения противоракет, безотносительно к фактическому наличию или отсутствию таковых на вооружении у условного противника. Более сложным в техническом плане и дорогостоящим является оснащение ракеты аппаратурой обнаружения средств перехвата и сопряжение её с системой управления полётом ракеты (по сути, речь идёт об искусственном интеллекте).